# Euploea kaloënsis
Euploea kaloënsis är en fjärilsart som beskrevs av Van Eecke 1915. Euploea kaloënsis ingår i släktet Euploea och familjen praktfjärilar. Inga underarter finns listade i Catalogue of Life.